# 6-plus-6-Instrument
6-plus-6-Instrumente sind chromatische Musikinstrumente, bei denen zwei Reihen 
Tasten, Saiten oder Klangplatten jeweils im Ganztonabstand angebracht sind. Beide 
Reihen selbst sind um einen Halbton versetzt. Durch diese Anordnung ergibt sich 
immer die gleiche Griffweise für ein Musikstück, solang dessen Anfangston auf der gleichen 
Seite liegt. Liegt der Anfangston auf der anderen Seite, dann ist die Griffweise für das gleiche Stück gespiegelt.
Liegt eine weitere Reihe vor, die identisch mit der ersten ist, ergibt sich sogar für alle Tonarten 
die gleiche Griffweise, z. B. beim dreireihigen 6+6-Akkordeon.
Die 6+6-Anordnung ist beim Beyreuther-Musikprinzip berücksichtigt.
Als 6-plus-6-Instrumente sind folgende Instrumente bekannt:

## Tasteninstrumente
- Klavier und Flügel mit der Neuklaviatur von Heinrich Josef Vincent
- Klavier, Flügel, Cembalo und Harmonium mit der Jankó-Klaviatur
- Chromatisches Akkordeon mit der Jankó/Reuther-Klaviatur

## Saiteninstrumente
- Chromatisches Salzburger Hackbrett
- Chromatische Harfe
- Das Streichpsalter und die Violinzither lassen sich leicht als 6+6-Instrument herstellen, indem man die Saiten entsprechend anordnet.
- Bei Drehleiern aus Böhmen aus dem 18. Jahrhundert wird von dieser Stimmung ausgegangen.[1] Die 6-plus-6-Anordnung wurde als Organum Panarchicum von Juan Caramuel y Lobkowitz im 17. Jahrhundert in Böhmen erfunden.[2]

## Schlaginstrumente
- Glockenspiel
- Metallophon
- Strohfiedel
- Xylofon

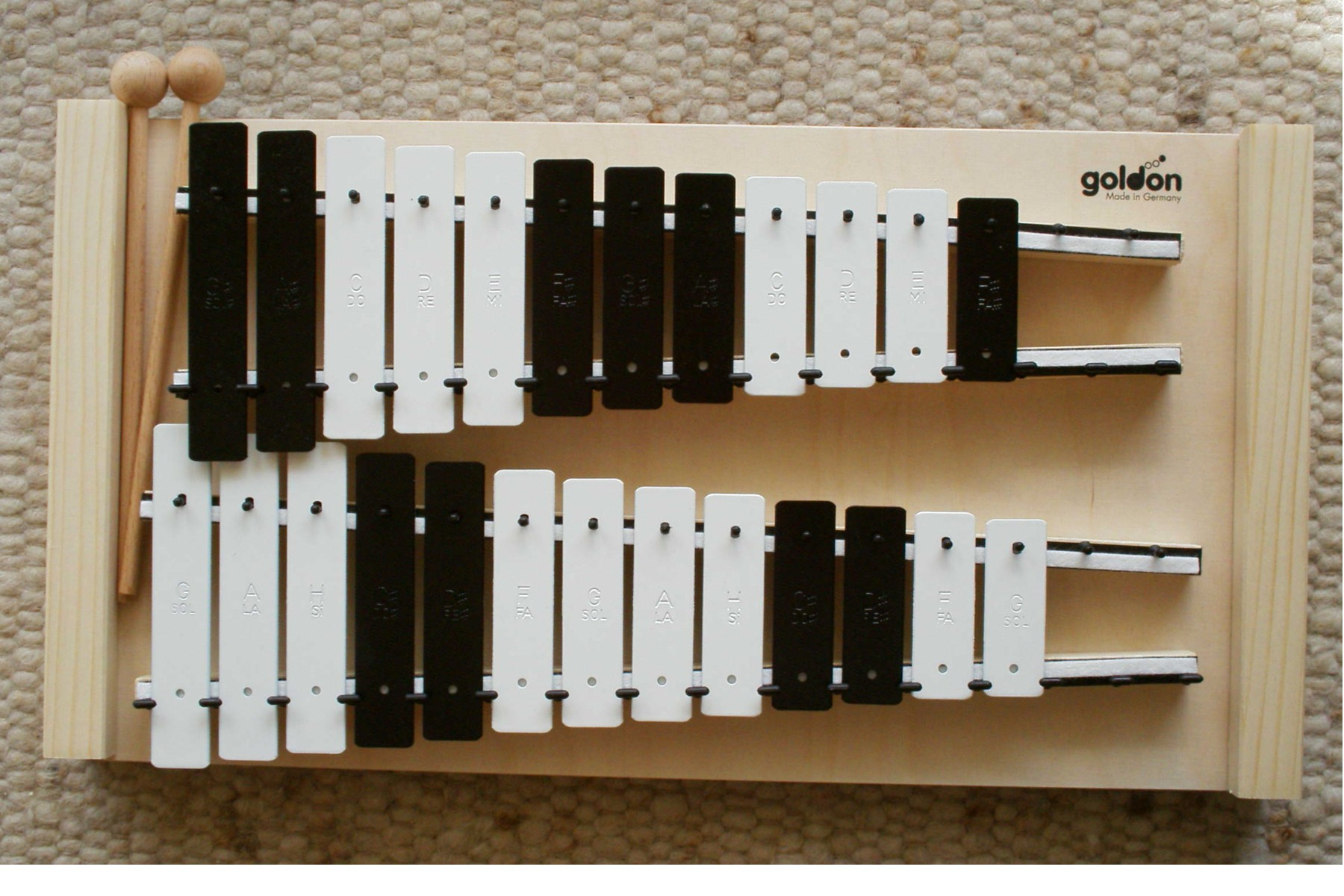
6-plus-6-Glockenspiel: Die weißen Klangplatten ergeben die C-Dur-Tonleiter. (obere Reihe: G#, A#, C, D, E, F#, G#, A#, C, D, E, F#; untere Reihe: G, A, H, C#, D#, F, G, A, H, C#, D#, F, G)

Außer der Strohfiedel werden diese Instrumente auch mit umsteckbaren Klangplatten angeboten. Damit lassen sich herkömmliche chromatische Instrumente in 6-plus-6-Instrumente umwandeln.

## Instrumente mit einer verschobenen 6-plus-6-Anordnung
Bei diesen Instrumenten sind beide Reihen mindestens in eine Richtung um mehr als einen Halbton versetzt.
Dies ist beim Wicki-Hayden-System verwirklicht. Auch hier gilt der gleiche Fingersatz bei allen Tonarten.